# 정형시
정형시(定型詩)는 시조, 율시, 하이쿠, 소네트 등과 같이 형식에 제한이 있는 시를 말한다. 두운법, 압운을 따르는 경우, 음절의 수에 규칙을 주는 경우, 문자의 수를 일률적으로 맞추는 경우 등 형식별로 여러 가지 제한 사항을 들 수 있다. 정형시와 대비되는 개념으로 형식에 제한을 두지 않고 자유롭게 쓴 시를 자유시라고 한다.